# بیلیارکند
بیلیارکند (به لاتین: Beylyarkend) یک منطقه مسکونی در جمهوری آذربایجان است که در شهرستان قبله واقع شده است.